# چارلز کوپر (بازیگر)
چارلز کوپر (انگلیسی: Charles Cooper؛ ۱۱ اوت ۱۹۲۶ – ۲۹ نوامبر ۲۰۱۳) یک هنرپیشه اهل ایالات متحده آمریکا بود.
از فیلم‌ها یا برنامه‌های تلویزیونی که وی در آن نقش داشته است می‌توان به پیشتازان فضا: نسل بعدی، پیشتازان فضا ۵: واپسین مانع، جهش بزرگ و مرد عوضی اشاره کرد.